# 海勒姆行动

海勒姆行动

海勒姆行动是1948年阿拉伯-以色列戰爭期间以色列國防軍發起的一次军事行动。以色列國防軍當時試圖夺取上加利利地区。 这次軍事行动持续了6 个小时（10月29日至31日）， 最終在以色列与邻近的阿拉伯国家的停火协议生效之前结束。
以色列國防軍成功奪取上加利利地区，超过5万名巴勒斯坦難民被驱逐出家园。 